# Vals dilemma
Een vals dilemma, valse tweedeling of valse dichotomie (ook wel zwart-witdenken genoemd)
is een drogreden of denkfout waarbij twee alternatieven voorgesteld worden als de enige mogelijkheden, terwijl er in werkelijkheid nog andere zijn. Als zodanig is het een foute toepassing van het principe van de uitgesloten derde.

## Voorbeelden
- Wie niet met mij is, is tegen mij.[2]
- Mussert of Moskou![3]
- Ben je geen deel van de oplossing, dan ben je deel van het probleem.[4]